# Pagarenes erythropus
Pagarenes erythropus là một loài tò vò trong họ Ichneumonidae.